# Tasse
Pour les articles homonymes, voir Tasse (homonymie).

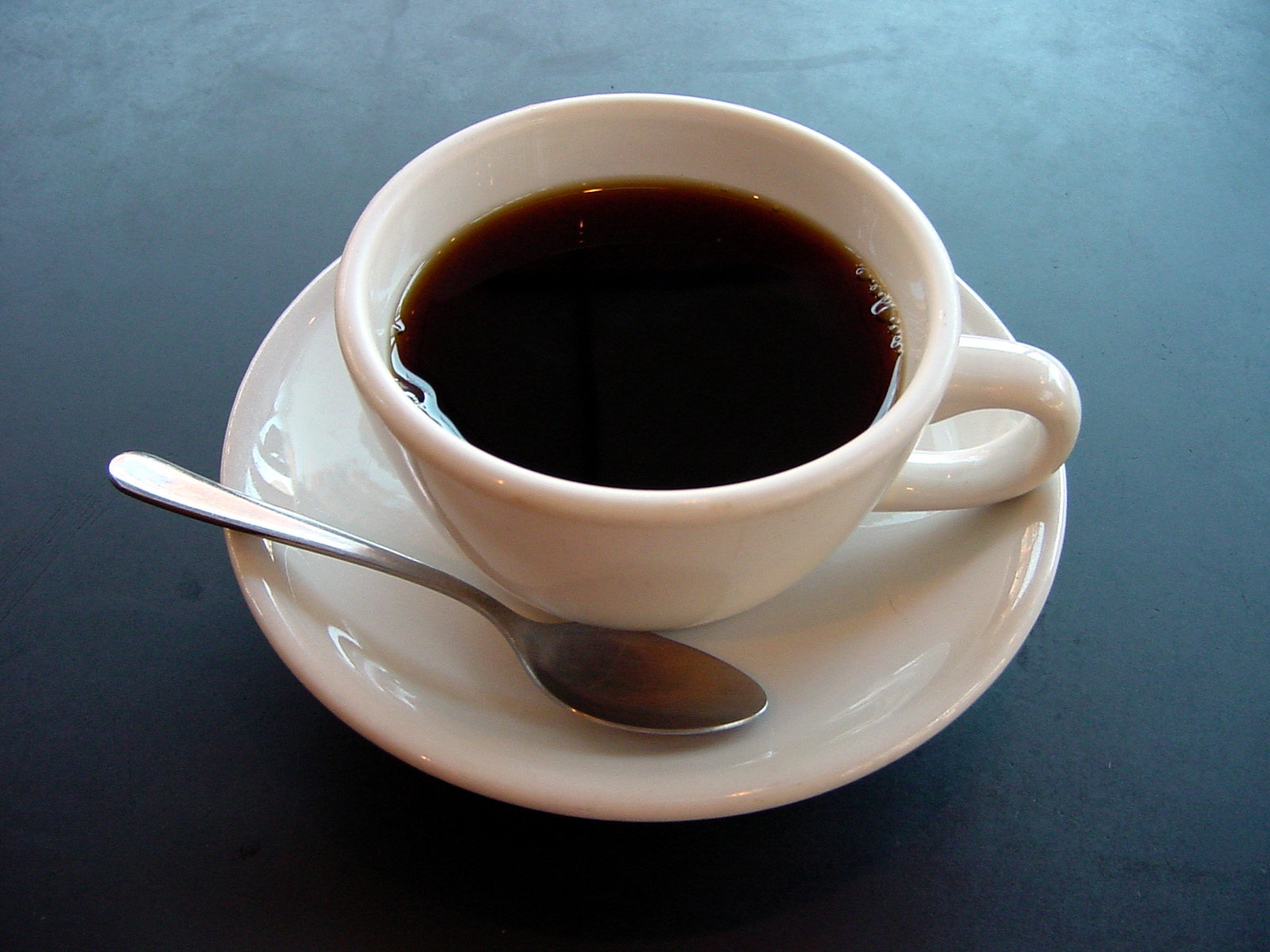
Tasse à café.

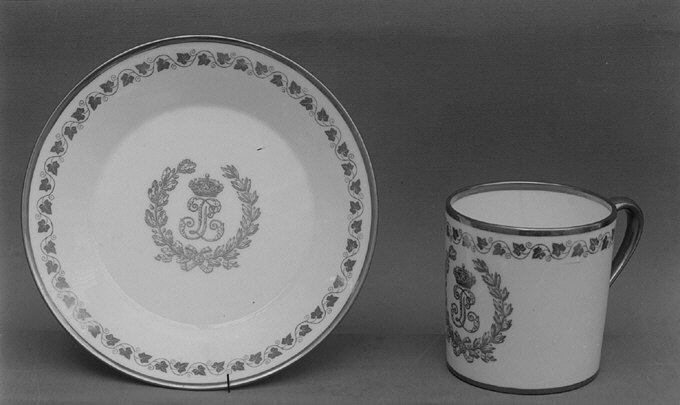
La tasse litron, appelée aussi tasse carrée, et sa soucoupe assortie. Pièce du service de table, elle est encore couramment utilisée à notre époque.

Une tasse est un petit récipient muni d'une seule anse, souvent en faïence ou en porcelaine, destiné à recevoir une boisson chaude (café, thé, chocolat, lait, infusions, tisanes, etc.).

## Étymologie
« Tasse » est issu de l’occitan tassa ou de l’italien tazza, emprunts à l'arabe ṭāsa طاس, lui-même du persan ṭās طاس « tasse, bol ». Le mot est introduit à la faveur de l'importation de poteries orientales, notamment en provenance de Tyr ».

## Histoire
Durant l'ère de la dynastie chinoise Han (206 à 220 avant J.-C.), le thé fit son apparition et ce n'est que dans les années 1660, qu'il arrive en Europe. La nécessité d'avoir un contenant pour boire son thé a mené à la création de la tasse, plus particulièrement des tasses sans anse en Chine. Cependant, les Européens préféraient boire leur thé très chaud. Par conséquent, l'anse fut (ré)inventée en Europe par un Allemand, Johann Friedrich Bottger en 1707.
La tasse était autrefois[Quand ?] en bois à la campagne, et en grosse faïence dans les cabarets où elle était souvent décorée de motifs floraux.
Dans l'ancienne Mésopotamie, des coupes étaient fabriquées à des fins diverses, notamment peut-être pour le transport et la consommation de boissons alcoolisées.
Il existe des preuves que l'Empire romain utilisait des coupes dans toute l'Europe, avec des exemples notables comprenant des coupes en argent au Pays de Galles et une coupe en verre qui change de couleur dans l'ancienne Thrace,. En Angleterre, des coupes datant de plusieurs milliers d'années ont été découvertes, dont la Rillaton Gold Cup (en), vieille de 3 700 ans. Des coupes étaient utilisées dans les Amériques plusieurs siècles avant l'arrivée des Européens. Autour du golfe du Mexique, les sociétés amérindiennes utilisaient le Conque à cheval comme coupe à boire, entre autres utilisations.

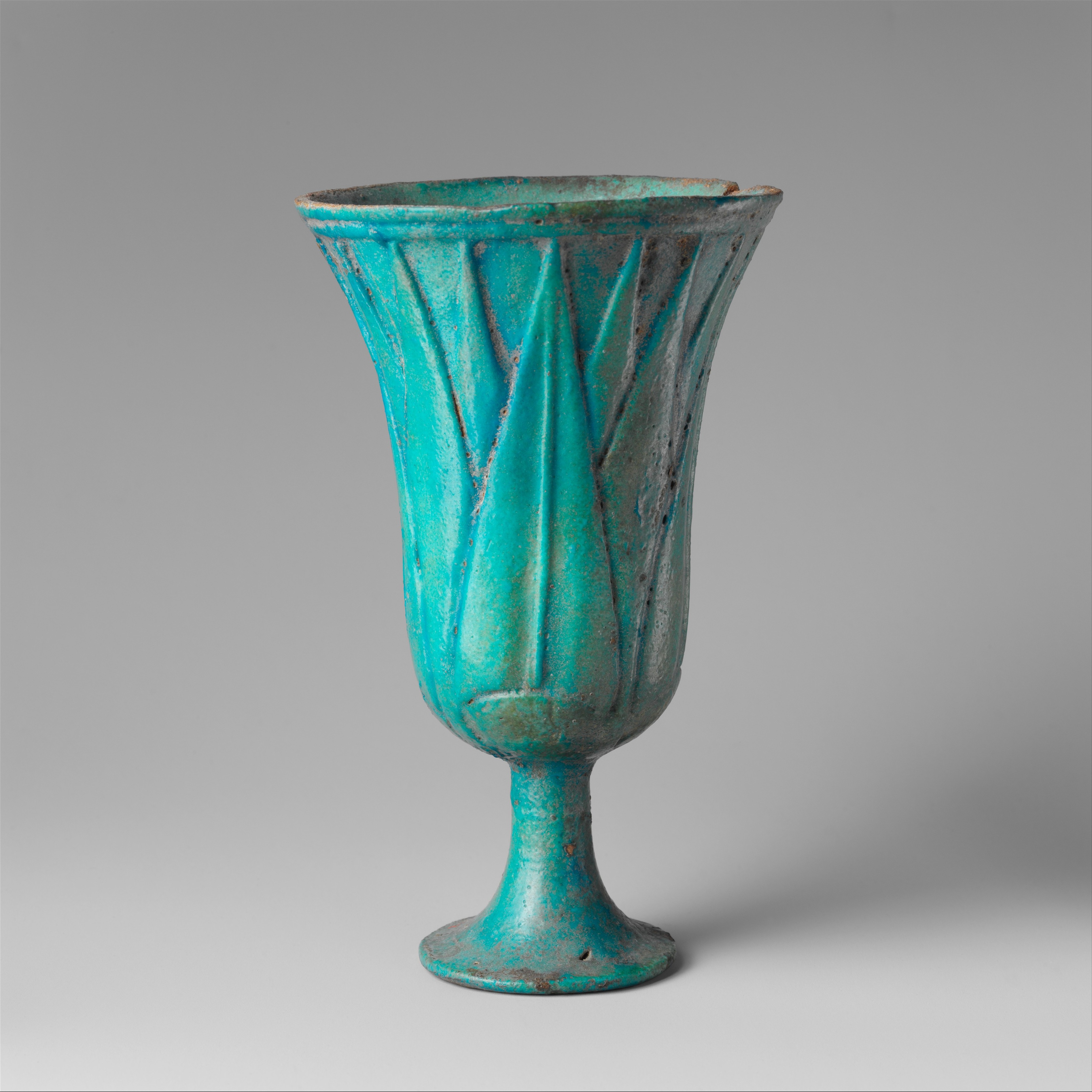
Coupe lotiforme de l'ancienne Égypte ; 1295-1185 av. J.-C. ; faïence ; hauteur : 15 cm, diamètre : 9,1 cm ; Metropolitan Museum of Art (New York City)
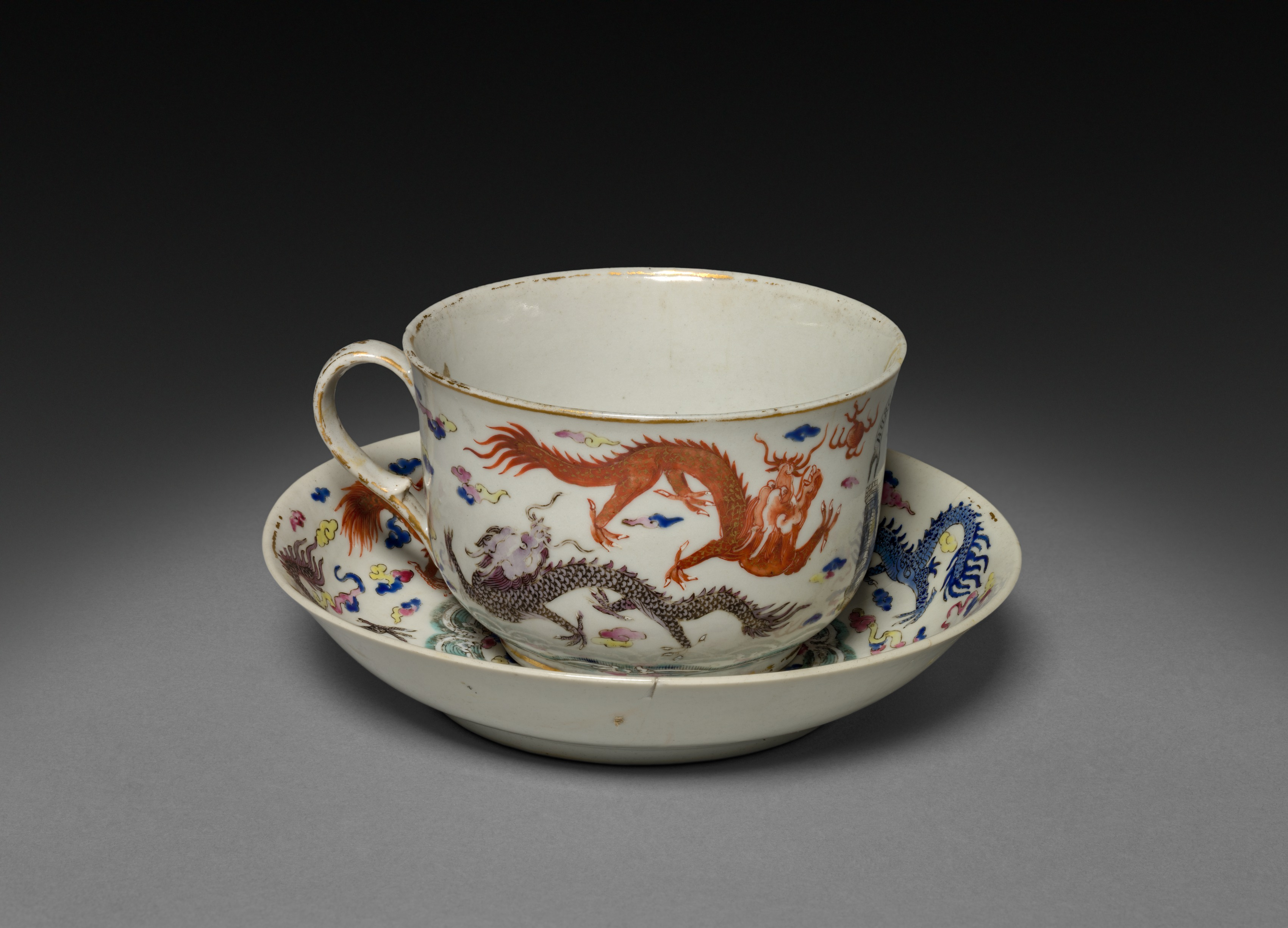
Tasse et soucoupe chinoises ; 1745 ; porcelaine ; diamètre : 10,2 cm ; Cleveland Museum of Art (Cleveland, Ohio, États-Unis)
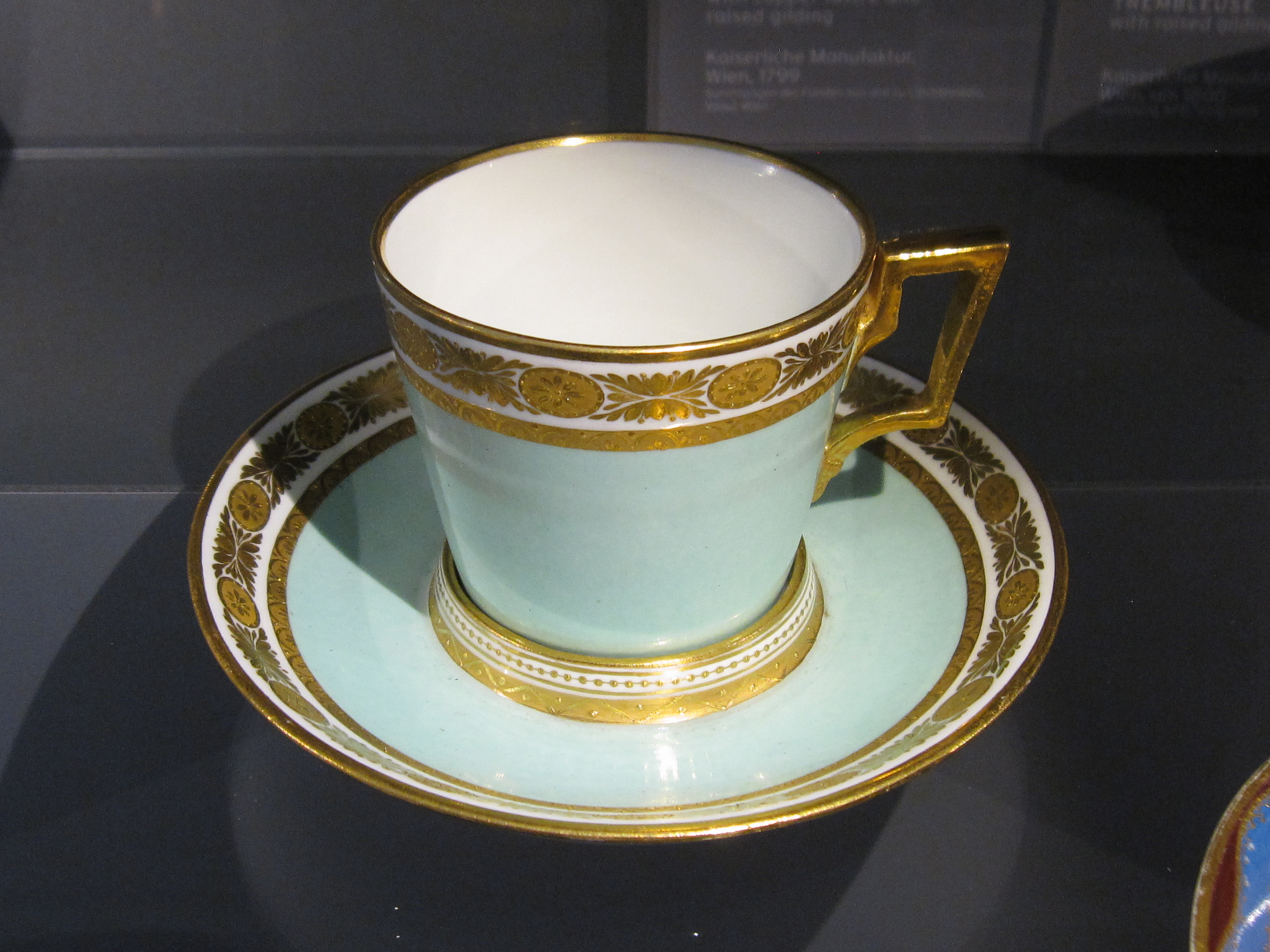
Tasse « trembleuse », porcelaine de Vienne, v. 1800
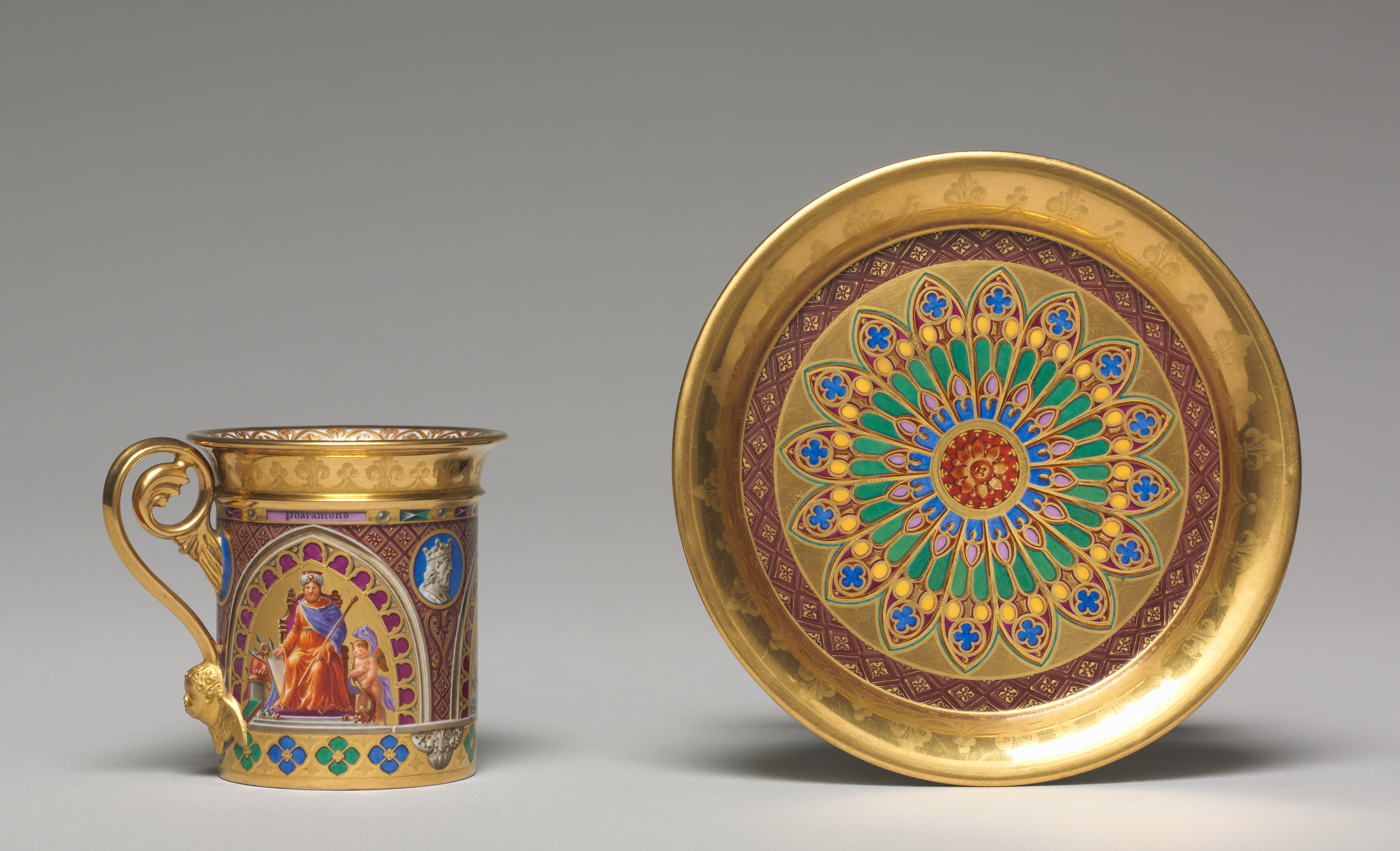
Tasse et soucoupe de Sèvres, ornées de motifs de style gothique néo-gothique ; 1827 ; porcelaine ; dimensions totales : 8,2 x 10 cm ; Cleveland Museum of Art
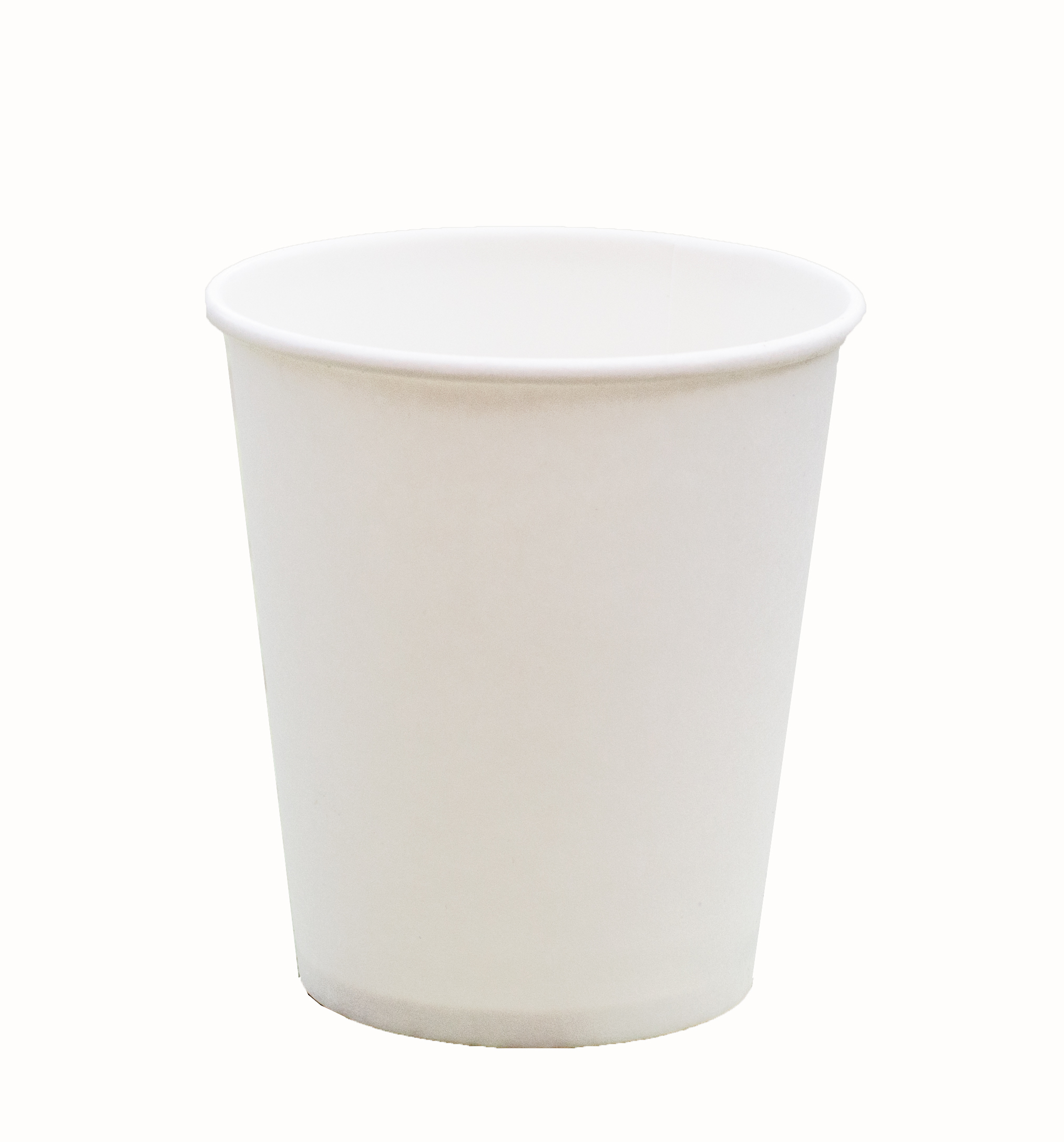
Tasse en papier typique moderne, jetable

## Usages particuliers

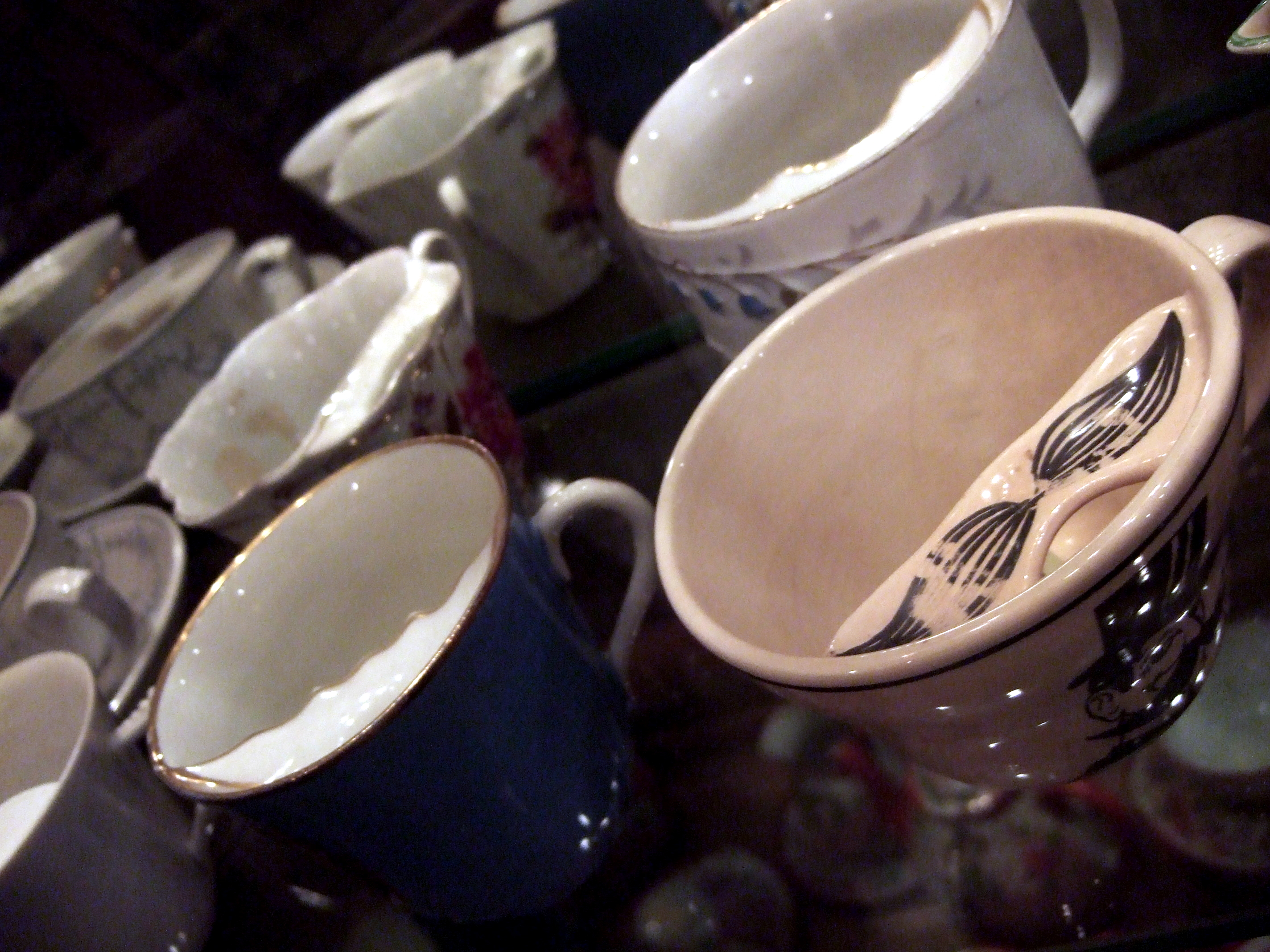
Collection de tasses à moustache.

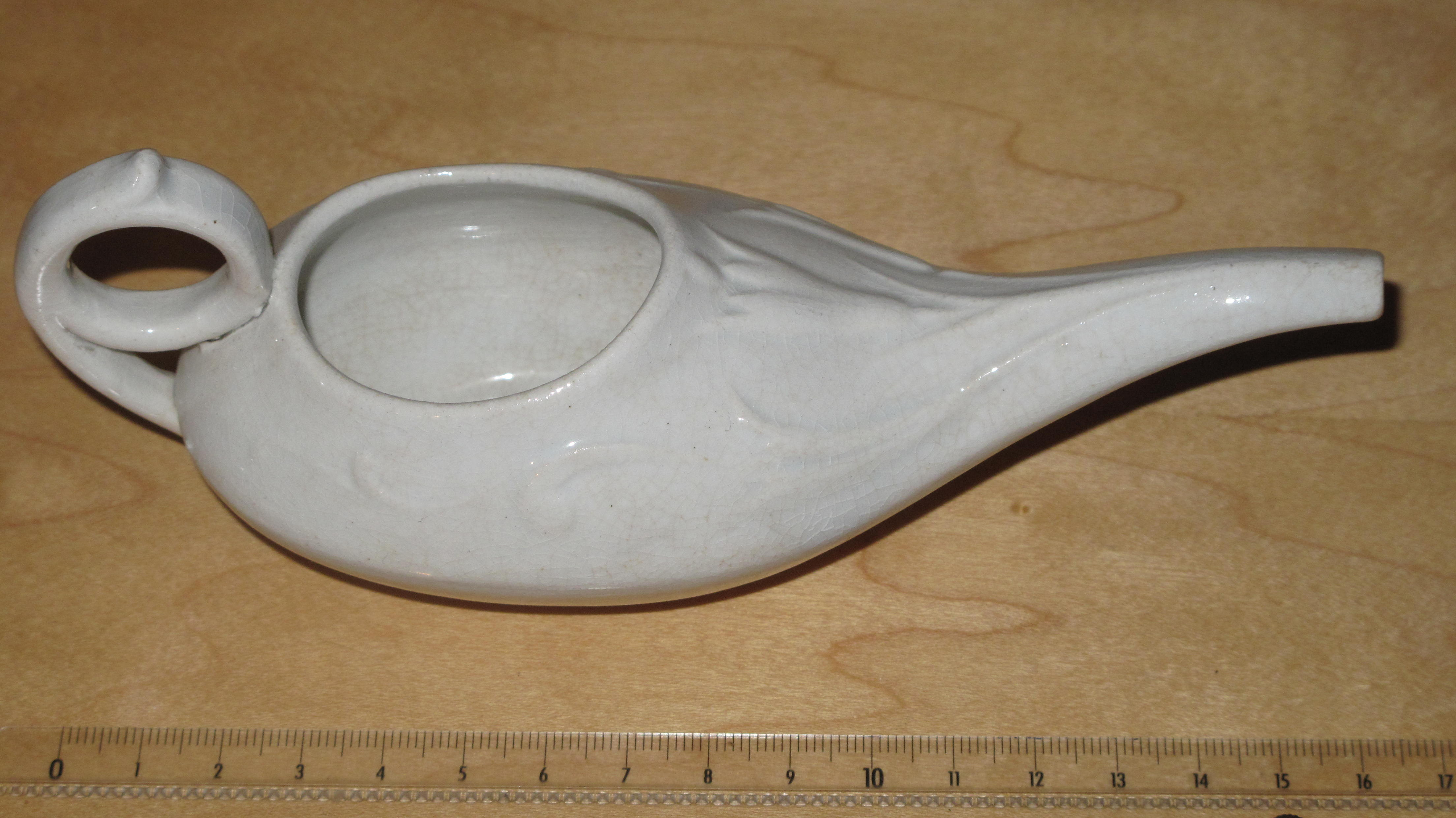
Un canard.

Au XVIIIe siècle, d'abord en Allemagne puis en Autriche et en France, les manufactures de porcelaine commencent à fabriquer des « trembleuses », autrement dit des tasses profondément enfoncées dans leur soucoupe, ce qui empêche le récipient de glisser. L'origine de ces tasses est espagnole.
Vers la fin du XIXe siècle est créé le modèle de la « tasse à moustache » avec un rebord à l'intérieur qui empêche le liquide d’atteindre la pilosité des buveurs portant la moustache.
La tasse utilisée pour abreuver les malades alités diffère en forme et en nom. Elle est munie d'une anse pour la préhension par le soignant et d'un long bec verseur à glisser entre les lèvres du malade pour éviter le débordement du liquide. L'analogie du bec verseur et du bec de l'oiseau aquatique palmipède la fait nommer « canard ». Le canard était généralement en faïence jusqu'à la fin du XXe siècle où ce matériau a été remplacé par du plastique.

## Signification culturelle et utilisation

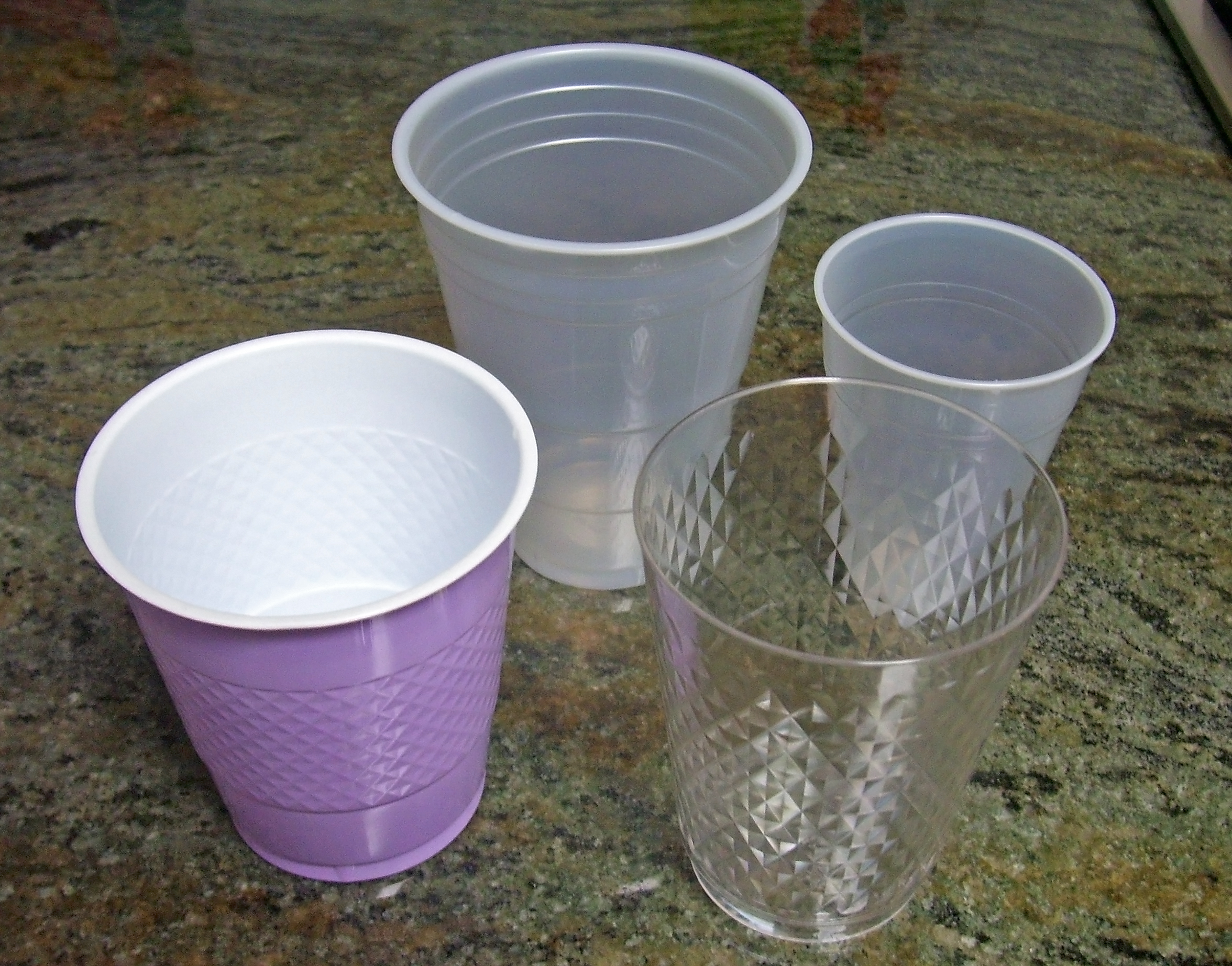
Assortiment de gobelets en plastique, couramment utilisés pour les repas informels.

Depuis des temps immémoriaux, les coupes font partie intégrante des repas, devenant ainsi une partie appréciée de la culture humaine. La forme ou l'image d'une coupe apparaît à différents endroits dans les cultures humaines.

### Monarchie
Historiquement, les monarques ont toujours craint l'assassinat par empoisonnement. Pour éviter ce destin, ils utilisaient souvent des coupes spéciales, gardées par des échansons. Une "coupe divinatoire" était censée pouvoir détecter le poison. Dans la Bible, Joseph interpréta un rêve pour l'échanson du Pharaon, et une coupe divinatoire en argent joua un rôle clé dans sa réconciliation avec ses frères.
Les "tasses de spa", spa désignant une station thermale, sont des tasses spéciales utilisées pour boire directement de l'eau minérale ou thermale d'une source, inventées dans le nord-ouest de la Bohême au 17e siècle et font désormais partie du folklore tchèque.

### Religion

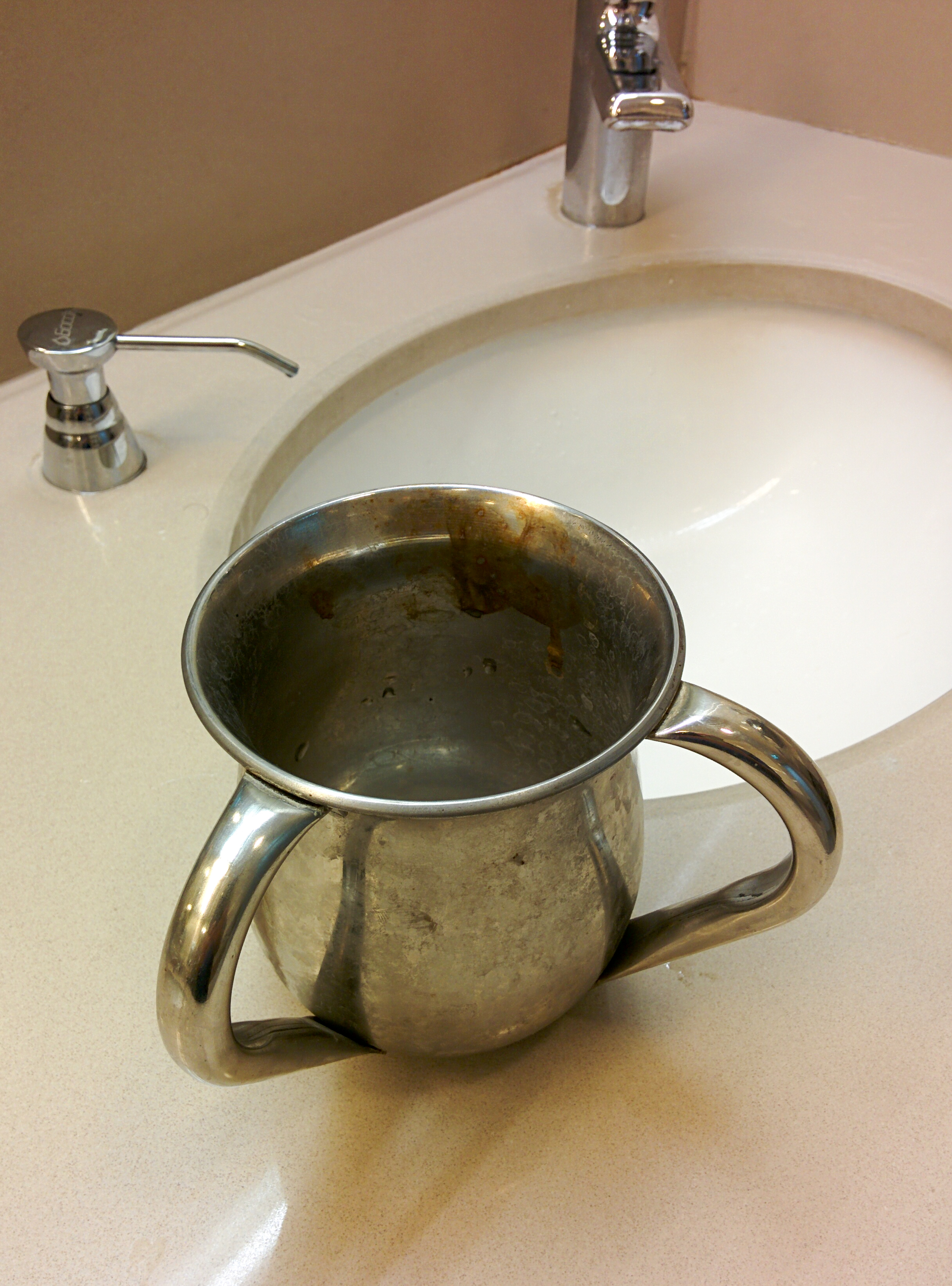
Une coupe à deux poignées (Natla) utilisée pour le rituel de lavage dans le judaïsme.

Dans le rituel chrétien de la Communion, les fidèles boivent dans une coupe de vin (ou un substitut de vin) pour commémorer la Cène de Jésus. Un calice est souvent utilisé à cette fin.
Les pratiques religieuses de l'ancienne Grèce incluaient des libations. Le rhyton était une coupe utilisée pour les libations.

### Cuisine
Le verre mesureur, une adaptation d'une simple coupe, est un outil standard en cuisine qui est utilisé depuis au moins l'époque romaine. Outre leur utilisation comme récipients pour boire, les coupes peuvent être utilisées comme une alternative aux bols pour contenir notamment de la soupe. Des recettes ont été publiées pour cuisiner divers plats dans des coupes au micro-ondes.

### Héraldique
Les calices sont parfois utilisés en héraldique, en particulier dans l'héraldique ecclésiastique. Une Kronkåsa (en) est un type de coupe en bois élaborée qui était utilisée par la noblesse suédoise pendant la Renaissance.

### Développement de l'enfant
Boire dans une coupe est une étape importante sur le chemin d'un bébé vers le statut de tout-petit; il est recommandé que les enfants passent des biberons aux coupes entre six mois et un an,. Les gourdes à bec sont généralement utilisées pour cette transition.

### Sports

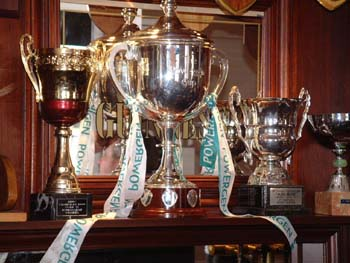
De nombreux trophées prennent la forme d'une coupe, souvent une. Dans le sport, les compétitions portent souvent le nom du trophée en forme de coupe remis en récompense.

De nombreux trophées prennent la forme d'une coupe décorée. Dans des cas tels que la Coupe du monde de la FIFA et la Coupe Stanley, la compétition elle-même peut finir par prendre le nom du trophée décerné au vainqueur. En raison de l'usage courant des trophées en forme de coupe comme récompenses pour les vainqueurs, un grand nombre de compétitions nationales et internationales sont appelées des "coupes",.

### Jeux
Dans la divination du tarot, le jeu de coupes (en) est associé au Signe eau et est considéré comme symbolisant l'émotion, l'intuition et l'âme,. Les cartes qui comportent des coupes sont souvent associées à l'amour, aux relations, aux peurs et aux désirs,,.

### Promotion
Dans les pays développés, les gobelets sont souvent distribués à des fins de promotion. Par exemple, une entreprise peut distribuer des gobelets avec son logo lors d'une foire commerciale, ou une ville peut distribuer des gobelets avec des slogans encourageant le recyclage. Il existe des entreprises qui proposent le service d'imprimer des slogans sur des gobelets.

## Galerie

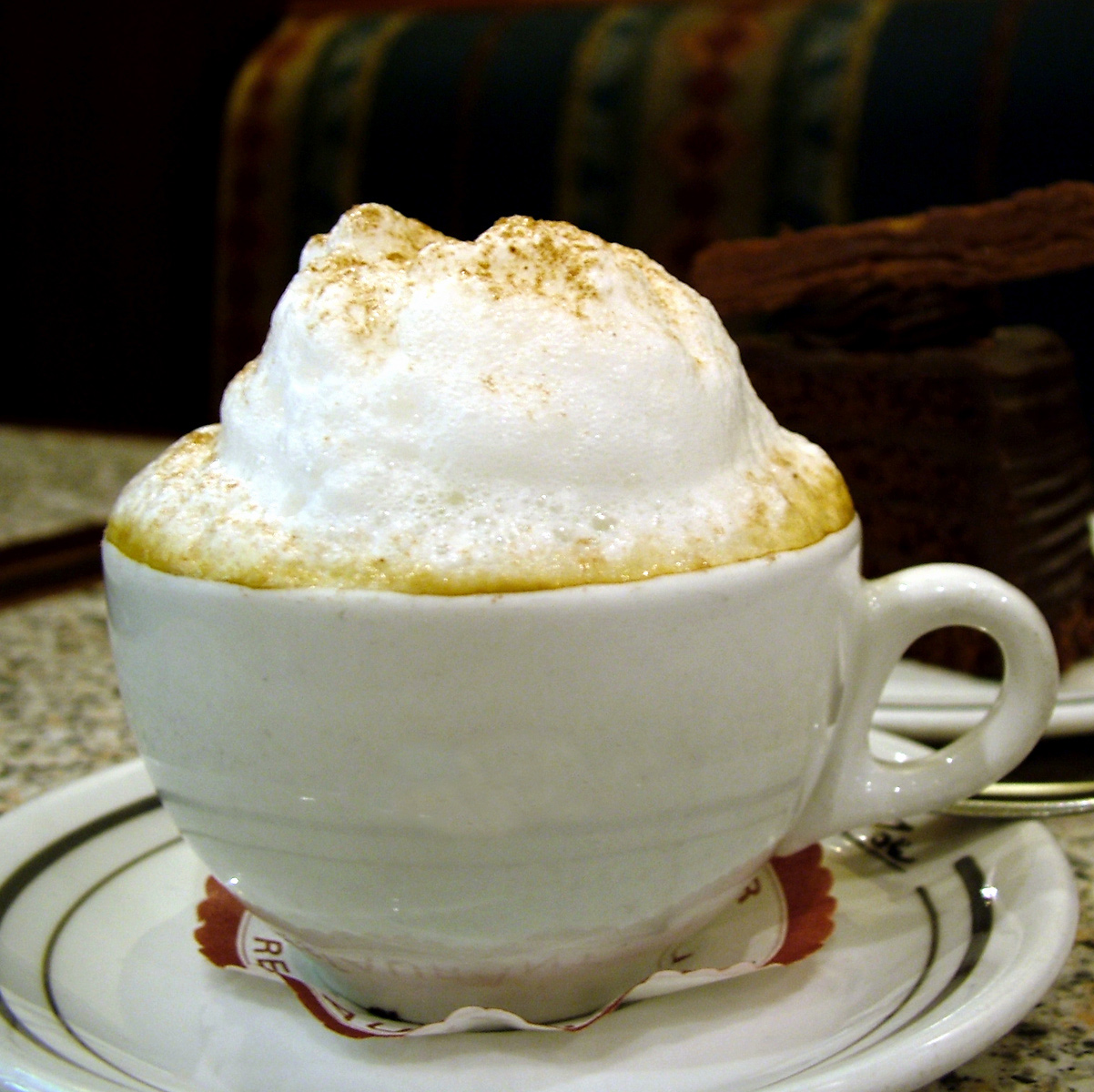
Tasse à cappuccino
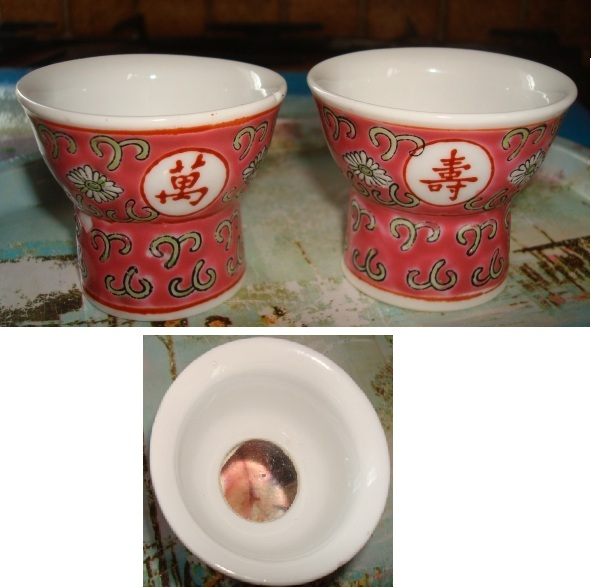
Tasse à alcool de rose (Meiguilujiu)
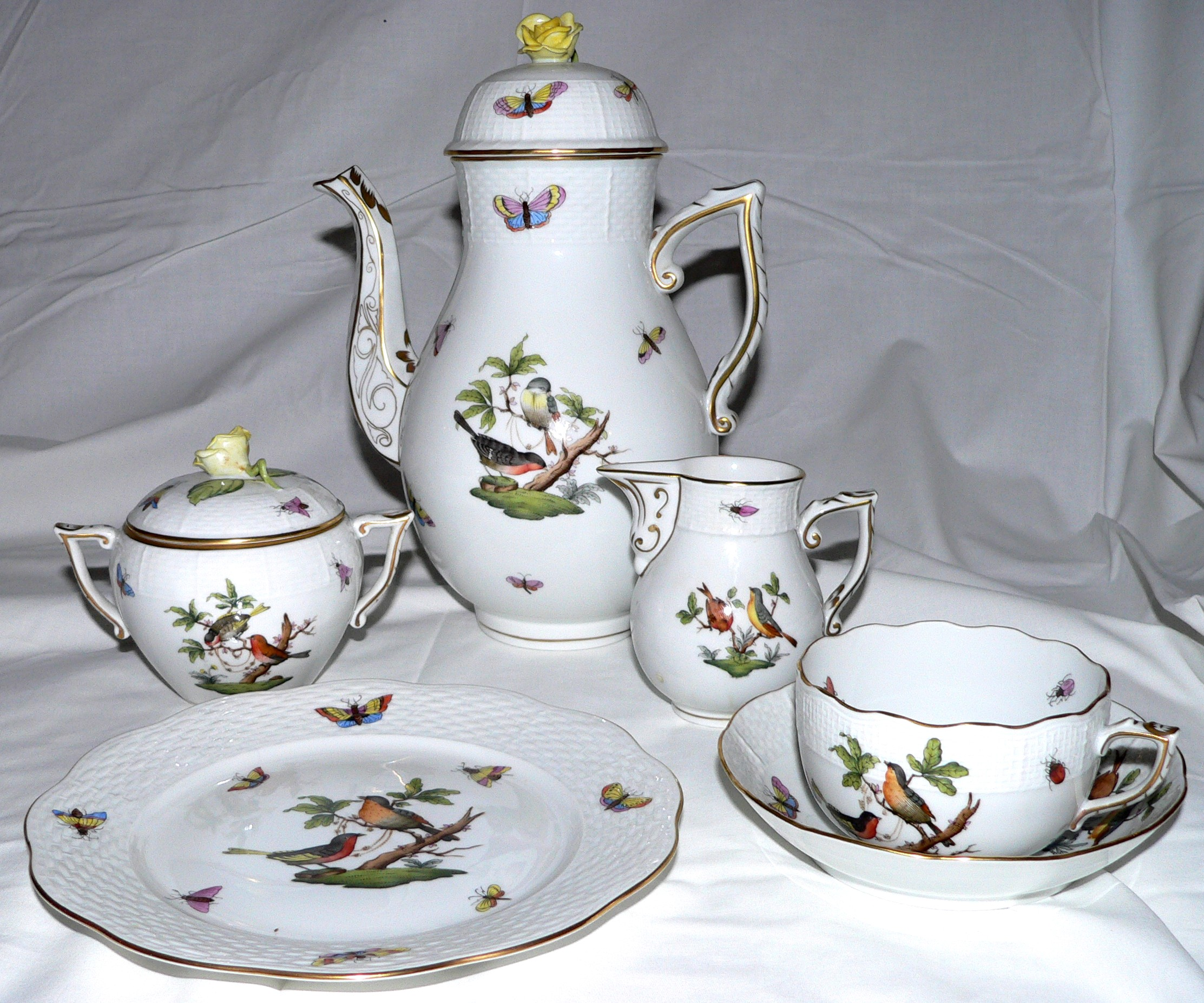
Service à thé chinois
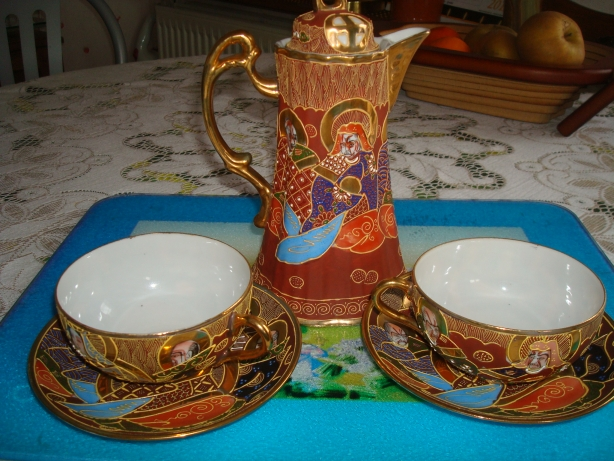
Service à thé japonais
Tasse à café irlandaise en verre
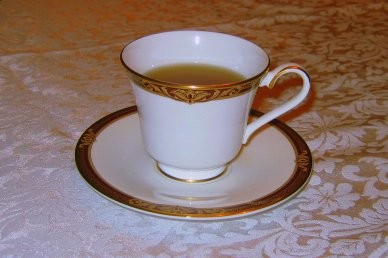
Tasse de thé
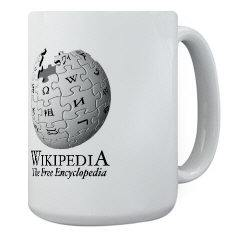
Tasse de Wikipédia